# Jezioro Bagienne (województwo wielkopolskie)
Jezioro Bagienne – jezioro typu bagiennego w woj. wielkopolskim, w pow. pilskim, w Pile, leżące na terenie Doliny Gwdy. Jezioro położone około 6 km na wschód od centrum Piły w pobliżu jezior Piaseczno (Jeleniowego) i Płocie (Płotki).
Według urzędowego spisu opracowanego przez Komisję Nazw Miejscowości i Obiektów Fizjograficznych (KNMiOF) opublikowanego przez Główny Urząd Geodezji i Kartografii (GUGiK) i udostępnionego na stronach Komisja Standaryzacji Nazw Geograficznych (KSNG) nazwa tego jeziora to Jezioro Bagienne. W niektórych publikacjach wymieniona jest też nazwa Jezioro Błotne
, jako druga nazwa tego jeziora.
Powierzchnia zwierciadła wody według różnych źródeł wynosi od 10,0 ha przez 10,2 ha do 14,01 ha.
Zwierciadło wody położone jest na wysokości 74,8 m n.p.m. lub 74,5 m n.p.m.. Średnia głębokość jeziora wynosi 4,0 m, natomiast głębokość maksymalna 7,1 m.
Jezioro położone jest ok. 1,5 km na północ od drogi krajowej nr 10, z której do jeziora prowadzi droga leśna. Jezioro jest połączone ciekiem z leżącym w odległości ok. 200 m jeziorem Piaseczno (Jeleniowym).
Brzegi jeziora porastają wodorosty, które przechodzą w wąski pas bagien otaczających całe jezioro.
W rejonie jeziora, szczególnie w okolicy bagien łączących cieki wodne jeziora Bagiennego i jeziora Płocie znajdują się bunkry będące pozostałością części umocnień Pozycji Pilskiej.